# Myxotrichum berkeleyi
Myxotrichum berkeleyi är en lavart som beskrevs av Apinis 1964. Myxotrichum berkeleyi ingår i släktet Myxotrichum och familjen Myxotrichaceae.  Arten är reproducerande i Sverige. Inga underarter finns listade i Catalogue of Life.